# ローロ
ローロ（伊: Rolo）は、イタリア共和国エミリア＝ロマーニャ州レッジョ・エミリア県にある、人口約4,000人の基礎自治体（コムーネ）。

## 地理

### 位置・広がり

#### 隣接コムーネ
隣接するコムーネは以下の通り。括弧内のMOはモデナ県、MNはマントヴァ県所属を示す。
- カルピ (MO)
- ファッブリコ
- モーリア (MN)
- ノーヴィ・ディ・モーデナ (MO)
- レッジョーロ

### 気候分類・地震分類
ローロにおけるイタリアの気候分類 (it) および度日は、zona E, 2432 GGである。
また、イタリアの地震リスク階級 (it) では、zona 3 (sismicità bassa) に分類される。